# Lijst van Koreaanse schrijvers
Dit is een lijst van Koreaanse schrijvers. De lijst geeft een opsomming van Koreaanstalige schrijvers en dichters, die gerekend worden tot de Koreaanse literatuur van Noord- en Zuid-Korea.

## G
- Keum Suk Gendry-Kim

## H
- Baek Heena
- Byung-Chul Han
- Kim Ho-yeon
- Sun-mi Hwang

## J
- Oh Jung-Hee

## K
- Han Kang

## L
- Min Jin Lee
- Young-Do Lee

## M
- Yu Miri
- Cho Nam-joo

## P
- Sang Young Park

## S
- Mi-Ae Seo
- Baek Se-hee

## W
- Kim Woo-jin

## Y
- Kim Ye-eun

## Z
- Michelle Zauner